# Jaume Matas i Palou
Jaume Matas i Palou (Palma, Illes Balears, 5 d'octubre de 1956) és un polític mallorquí, expresident del Govern de les Illes Balears i expresident del PP de les Illes Balears.

## Biografia
Va estudiar economia i ciències empresarials i s'especialitzà en hisenda pública, a la Universitat de València. Posteriorment va ingressar al cos d'inspectors d'hisenda i va treballar als negocis familiars.

## Activitat política

### President de les Illes Balears (1r mandat)
Entrà en política el 1989, any en el qual fou nomenat director general de pressupostos del Govern Balear presidit per Gabriel Cañellas (PP). Hi estigué fins al 1993.
Des de maig de 1995, fou diputat del Parlament Balear.
El 20 de juny de 1993 fou nomenat conseller d'Economia i Hisenda, càrrec que ocupà fins al 1996, en una època molt agitada pels escàndols polítics (casos Túnel de Sóller i Brokerval). Després de la dimissió de Gabriel Cañellas com a president, va formar part del breu govern de Cristòfol Soler Cladera, assumint també la Conselleria d'Agricultura i Pesca. Amb la dimissió de Cristofol Soler acabà la legislatura com a president del Govern de les Illes Balears des del 1996 al 1999, quan perdé la majoria absoluta a les eleccions balears i la presidència del govern a favor del socialista Francesc Antich, encara que va obtenir més del 40% dels sufragis.2019

### Política espanyola

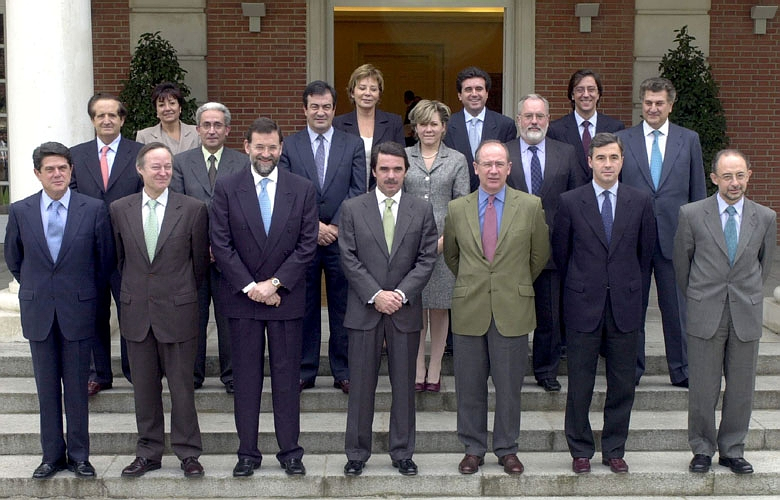
Consell de Ministres de José Maria Aznar (2001)

En la formació del segon govern de José María Aznar fou nomenat ministre de Medi Ambient, càrrec que ocupà entre el 28 d'abril de l'any 2000 i el 3 de març de 2003, i durant el qual dugué a terme el Pla Hidrològic Nacional, que va causar molta polèmica, però també va contribuir a desenvolupar l'estratègia europea de desenvolupament sostenible, tot ratificant el Protocol de Kyoto i el de Cartagena.

### President de les Illes Balears (2n mandat)
El 2003 es tornà a presentar a les eleccions al Parlament Balear, que guanyà per majoria absoluta, per la qual cosa tornà a recuperar la presidència del govern. Com a president aprovà les Directrius d'Ordenació Territorial (DOT), la Llei General Turística (LGT) i el Pla de carreteres, el de finançament d'obres hidràuliques de l'Estat, així com el nou Estatut d'Autonomia de les Illes Balears, i anul·là el decret de l'ecotaxa. El darrer any de mandat s'ha caracteritzat per una disputa constant amb Maria Antònia Munar i Riutort, presidenta del Consell Insular de Mallorca, així com novament pels casos de corrupció urbanística (Cas Andratx).
Jaume Matas fou novament candidat a la reelecció com a cap de l'executiu Balear en les eleccions balears de 27 de maig de 2007, en les quals el seu partit va perdre la majoria absoluta i la possibilitat de formar govern. El 21 de juny de 2007 va anunciar que abandonava la política i que no ocuparia el seu escó al Parlament. Tot i això, continuà com a president del partit fins al congrés regional del 2008.
Un cop abandonats tots els càrrecs polítics, Jaume Matas va traslladar la seva residència als Estats Units.

## Processos judicials contra actes i persones del seu govern a Balears
La Fiscalia Anticorrupció va obrir un procediment contra el govern presidit per Jaume Matas l'agost de 2008 per malversació, suborn i pervaricació, i van ser detingudes cinc persones arran d'una denúncia presentada pel govern balear de Francesc Antich Oliver després d'una auditoria comptable. El setembre de 2008 van ser detingudes altres dotze persones, en el marc de l'Operació Scala, relacionades amb el govern balear en l'etapa de Matas, entre ells l'exdirector general de Promoció Industrial, Kart Joseph Viane, a més d'empresaris de l'àmbit de la publicitat, per malversació de cabals públics, amb diversos registres a Palma, Binissalem i Calvià. Al jardí de l'habitatge de l'ex alt càrrec del govern Matas: Antònia Ordinas, es van trobar enterrats 240.000 euros, que la policia va atribuir a ingressos per suborns.
L'acumulació de processos va portar el Partit Popular de les Illes Balears a demanar explicacions a Jaume Matas per mitjà d'un comitè d'ètica.
Jaume Matas va ser citat a declarar el 23 de març de 2010 pel Cas Palma Arena. En aquesta declaració el jutge li va imposar una fiança de 3 milions d'euros.
El 20 de març de 2012, la secció primera de l'Audiència Provincial de Palma va dictar sentència sobre la peça núm. 2 del Cas Palma Arena i el va condemnar a 6 anys de presó. Va ser condemnat a una pena de cinc anys, tres mesos i un dia com a autor per inducció dels delictes de frau a l'Administració, falsedat en document oficial i mercantil i prevaricació en concurs amb malversació, i a una altra pena de nou mesos de presó per un altre delicte de tràfic d'influències agreujat. A més, l'expresident ha estat sentenciat pels delictes a 9 anys, sis mesos i un dia d'inhabilitació per a qualsevol càrrec electiu i a la pèrdua dels honors i atencions protocol·làries com a expresident del Govern.
La Generalitat Valenciana que li havia concedit, mitjançant el Decret 248/2003, de 5 de desembre la distinció honorífica d'Ambaixador de la Comunitat Valenciana, li retirà el mateix dia 23 de març dia de la seva primera condemna per haver adoptat conductes públiques manifestament contràries als interessos generals o peculiars de la Comunitat Valenciana.
Al final, el Consell de Ministres decidí, l'11 de juliol de 2014, denegar l'indult tant a Jaume Matas com a Antoni Alemany, enviant-los així a la presó.
Un cop denegat l'indult total del govern central, l'Audiència de Palma va requerir l'ingrés a presó per a Jaume Matas i Antoni Alemany. L'expresident del govern de les Illes Balears va ingressar a la presó de Segovia el dia 28 de juliol de 2014 per complir la condemna de 9 mesos i un dia per tràfic d'influències.
El 27 de març de 2015 Matas, des de la presó, es va negar a declarar davant el jutge instructor del "cas Palma Arena", José Castro, el marc de la investigació del presumpte finançament il·legal de la reforma de la seu del Partit Popular de les Balears.
El novembre de 2017 va admetre per primer cop davant d'un tribunal haver comès prevaricació. Gràcies a la confessió i al pagament de 35.000 euros, va poder evitar la pena de presó, en el marc del sisè judici contra seva per una de les peces del cas Palma Arena.